# Ernesto D'Albergo
Ernesto D'Albergo (Noto, 1º giugno 1902 – Roma, 1974) è stato un economista italiano, studioso di scienza delle finanze.
Fu insegnante negli atenei di Bologna, Ferrara, Roma, Siena e Trieste.

## Pubblicazioni
- 1980 – Scritti scelti (pubblicazione postuma)
- 1963-1964 – Finanza e benessere
- 1951 – Economia della finanza pubblica